# ウォーバードコレクション
ウォーバードコレクション（WAR BIRD COLLECTION）はタミヤが発売している1/72スケールの軍用機のプラモデルシリーズである。

## 概要
タミヤの商品展開に於ける空白部分となっている1/72スケールを埋める為のシリーズである。
当初はタミヤが日本市場向け代理店となっているイタレリ製キットのOEMを独自のパッケージに詰めて販売という手法やベルX-1のように、ホビースポットUの金型を譲り受ける形で始まったが、シリーズ通しNo.37の晴嵐以降の製品で一部の物は、タミヤ独自の製品（1/48傑作機シリーズのCADデータ流用のスケールダウン版や新規金型を制作したキット）を新開発するなど、新たな展開を行っている。

## 商品としての評価
タミヤ独自の製品について、明確に指摘できる欠点といえる点は存在しないものの、イタレリからOEM供給されているキットの中には、他の企業が先行して発売した同一機体のキットと比べて再現度で劣る、モックアップ段階や航空機メーカー（場合によっては公的な機関）から発表される想像図を元にキット化されたために実物とまったく似ていない、パーツの分割手法や形状が他のメーカーが過去に発売し現在ではカタログ落ちしている製品に極めて似ている、といったものも存在する一方で、A-10やA-6Eの様にこの航空機の模型としては決定版と評されるキットもある。ラインナップの中にはイタレリ側の都合（金型の紛失など）や元となった航空機がコピー商品だったという理由により絶版となったキット、またタミヤが同じ機種のものを開発したためラインナップから外れたキットもある。

## 1/72 ウォーバードコレクションシリーズの一覧
1. F-16 ファイティングファルコン
2. F/A-18 ホーネット
3. F-117A ステルス
4. MiG-29 ファルクラム
5. Mi-24 ハインド
6. シコルスキー SH-60 シーホーク
7. AH-64 アパッチ
8. AH-1W スーパーコブラ
9. ヒューズ AH-6 ナイトフォックス
10. ユーロコプター タイガー H.A.P.
11. ソビエト攻撃ヘリコプター ミル
12. ベル OH-58 カイオワ
13. マクダネル F-4G ファントムII
14. ロッキード YF-22A ライトニングII
15. ノースロップ/MDD YF-23
16. ダッソー ミラージュ 2000C
17. ダッソー ラファールC
18. カモフ Ka-50 ホーカム
19. メッサーシュミット Bf110E
20. トーネード F3
21. マクダネル・ダグラス AV-8B ハリアーII
22. ベル UH-1B ヒューイ
23. BAe ホーク
24. ヒューズ OH-6A カイユース
25. チャンスボート F4U-4B コルセア
26. フォッケウルフ Fw190 D-9
27. IAI クフィール C7
28. フォッケウルフ Fw190 A-8
29. ダグラス A-4E/F スカイホーク
30. ヘンシェル Hs129 B-2
31. ユーロファイター 2000
32. ノースロップ F-5E タイガーII
33. F-4S NAVYファントムII
34. ジャガー GR.1
35. Ju 87G-2 スツーカ
36. 海上自衛隊 HSS-1
37. 愛知 M6A1 晴嵐
38. 愛知 M6A1-K 南山（晴嵐改)
39. RAH-66 コマンチ
40. ベル X-1 マッハバスター
41. ダグラス F4D-1 スカイレイ
42. グラマン A-6E イントルーダー
43. スホーイ Su-34
44. A-10A サンダーボルトII
45. リパブリック F-84G サンダージェット
46. F/A-18E スーパーホーネット
47. デ・ハビランド モスキート FB Mk.VI/NF Mk.II
48. スーパーマリン スピットファイア Mk.I
49. ノースアメリカン P-51D マスタング
50. メッサーシュミット Bf109 E-3
51. フォッケウルフ Fw190 D-9
52. ヴォート F4U-1D コルセア
53. デ・ハビランドモスキート B.Mk.IV/PR Mk.IV
54. ノースアメリカン F-51D マスタング （朝鮮戦争仕様）
55. メッサーシュミット Bf109 E-4/7 TROP
56. スーパーマリン スピットファイア Mk.Vb / Mk.Vb TROP
57. Su-27B2 シーフランカー
58. A129 マングスタ
59. JAS-39A グリペン
60. F-100D スーパーセイバー
61. カモフ KA-52 アリゲーター
62. リパブリック F-84G “サンダーバーズ”
63. F-22 ラプター
64. ボーイング X-32 JSF
65. デ・ハビランド モスキート NF Mk.XIII/XVII
66. フォッケウルフ Fw190 A-3
67. ロッキード X-35 JSF
68. 川西 局地戦闘機 紫電11型甲
69. リパブリック P-47D サンダーボルト “レイザーバック”
70. リパブリック P-47D サンダーボルト “バブルトップ”
71. グラマン F6F-3 ヘルキャット
72. マッキ MC202 フォルゴーレ
73. ノースアメリカン F-51D マスタング 第8空軍エース
74. ヴォート F4U-1 バードケージ コルセア
75. ヴォート F4U-1A コルセア
76. ユンカース Ju87 B-2/R-2 スツーカ
77. ユンカース Ju88 C-6 駆逐戦闘機
78. フォッケウルフ Fw190 D-9 JV44
79. 三菱 零式艦上戦闘機 五二型
80. 三菱 零式艦上戦闘機 二一型
81. イリューシン IL-2 シュトルモビク
82. F-14A トムキャット
83. F-15E ストライクイーグル
84. 三菱 零式艦上戦闘機 三二型
85. 三菱 零式艦上戦闘機 二二型 / 二二型甲
86. ロッキード マーチン F-16CJ [ブロック50] ファイティング ファルコン
87. ロッキード マーチン F-35A ライトニング II
88. ロッキード マーチン F-16CJ [ブロック50] ファイティング ファルコン（フル装備仕様）
89. 川崎 三式戦闘機 飛燕I型丁
90. メッサーシュミット Bf109 G-6
91. ロッキード マーチン F-35B ライトニングII
92. ロッキード マーチン F-35A ライトニングII
93. ロッキード マーチン F-35B ライトニングII